# 皮埃尔·卡尼韦
皮埃尔·卡尼韦（法語：Pierre Canivet，1890年5月22日—1982年1月25日），法国男子冰壶运动员。他曾代表法国参加1924年冬季奥林匹克运动会冰壶比赛，获得一枚铜牌。他也从事过高尔夫和网球等运动。